# یواس‌اس زاکا (آی‌دی-۳۷۹۲)
یواس‌اس زاکا (آی‌دی-۳۷۹۲) (به انگلیسی: USS Zaca (ID-3792)) یک کشتی بود که طول آن ۴۱۶ فوت ۶ اینچ (۱۲۶٫۹۵ متر) بود. این کشتی در سال ۱۹۱۸ ساخته شد.